# 회부
회부(回部, 만주어: ᡥᠣᡳ᠌ᠰᡝ
ᠵᡝᠴᡝᠨ 호이서 저천)는 청대 동투르키스탄 톈산남로(天山南路)의 지역 및 그곳에 있는 이슬람 교도 터키족(現 위구르족)의 명칭이다. 17세기에 준가르가 흥기(興起)하자 이 지역에 침공하여 명목상 지배자인 동(東)차가타이 한가(汗家)의 자손을 일리로 연행한 뒤에 이슬람 승려 귀족 호쟈의 정권을 그의 예속하에 두었다. 1755
1760년까지 건륭제는 준부와 회부의 2부를 정복하여 일리장군의 통괄하에 두었으나 토착 지주층의 베크를 관리로 임명하여 자치를 인정하고 동시에 한인(漢人)과 대립시켜서 세력을 약화시키고자 노력하였다. 그러나 19세기가 되자 이슬람 교도의 반란이 속발하여 1877년 좌종당(左宗棠)이 야쿠브 베크의 반란을 평정하고 성제(省制)를 시행하여 신장성(新疆省)이라 하였다.

## 같이 보기
- 신장 위구르 자치구
- 중가리아
- 동튀르키스탄
- 타클라마칸 사막